# 공극률
공극률(孔隙率, porosity, n)은 토양부피 V에 대한 전체 공극 부피Vv의 비율을 말한다. 공극률은 액상률(수분율)과 기상율(공기율)의 합이며, 토양의 입자밀도와 전용적밀도로부터 계산한다.
{\displaystyle n={\frac {V_{v}}{V}}\times 100(\%)}

## 공극비와 공극률
공극비 e와 공극률 n은 다음 식을 통해 서로 변환할 수 있다.
{\displaystyle {\begin{matrix}n={\frac {V_{v}}{V}}&=&{\frac {V_{v}}{V_{s}+V_{v}}}\\&=&{\frac {Vv/V_{s}}{V_{s}/V_{s}+V_{v}/V_{s}}}\\&=&{\frac {e}{1+e}}\times 100(\%)\end{matrix}}}

## 참고 문헌
- 장병욱; 전우정; 송창섭; 유찬; 임성훈; 김용성 (2010). 《토질역학》. 구미서관. 27쪽. ISBN 978-89-8225-697-4.
- 이재수 (2015). 《수문학》 2판. 구미서관. 217쪽. ISBN 9788982252914.

## 같이 보기
위키미디어 공용에 공극률 관련 미디어 분류가 있습니다.
- 간극비
- 대수층
- 지하수